# James Dean Pereira
James Dean Pereira (São Luís, 17 de março de 1983) é um boxeador brasileiro. Participou de duas edições de Jogos Pan-Americanos.

## Carreira
Na edição de 2003, em Santo Domingo, na República Dominicana, competiu na categoria peso-mosca (até 51kg), chegando até a fase semifinal. Perdeu para o americano Juan Payano e ficou com a medalha de bronze.
Voltaria a uma edição de Jogos Pan-Americanos em 2007, dessa vez no Rio de Janeiro. Subiu de categoria, competindo entre os galos (até 54kg). Chegou à fase semifinal ao derrotar José Pantaleón, da Guatemala. Contra o mexicano Carlos Cadras Quiroa, acabou derrotado e ficou com a medalha de bronze.
James disputou também o Campeonato Mundial de Boxe, em Chicago, no ano de 2007. Perdeu na estreia para o ucraniano Maksym Tretyak. No Pré-Olímpico das Américas de boxe, em 2008, perdeu para o mexicano Oscar Valdez.